# Регенеративный цикл
Регенеративный цикл — цикл паротурбинной установки, в котором питательная вода до её поступления в котельный агрегат подвергается предварительному нагреву паром, отбираемым из промежуточной ступени паровой турбины. Подогрев реализуется посредством специального теплообменника - регенеративного подогревателя.

## Значение цикла
Увеличение КПД при применении регенерации составляет 10-15 %. При этом экономия теплоты в цикле возрастает с повышением начального давления p1 пара. Это связано с тем, что с повышением p1 увеличивается температура кипения воды, а следовательно повышается количество теплоты, которое можно подвести к воде при подогреве её отработанным паром. В настоящее время регенеративный подогрев применяется на всех крупных электростанциях.